# УД Алмерия
Унион Депортива Алмерия (на испански: Unión Deportiva Almería) или просто Алмерия е испански футболен клуб от град Алмерия автономна област Андалусия. Основан е през 1989 г.

## История
Предшественика на настоящия клуб се казва „АД Алмерия“. Това е отбор, който се състезава в испанския елит между 1979 – 1981 година. След като изпада при аматьорите през 1982 г. е разформирован. През 1989 г. е създаден нов клуб на име „Футболна Асоциация Клуб Алмерия“, а през 2001 г. е преименуван на Унион Депортива Алмерия, име което носи и до днес. През сезон 1989 – 90 отбора започва да се състезава в регионалната дивизия на провинция Алмерия. Скромният едноименен отбор се издига до Сегунда Дивисион където се задържа няколко сезона. През сезон 2006 – 07 става вицешампион на втора дивизия с което печели промоция за Ла Лига. През първия сезон в елита старши треньор е Унай Емери и след редица успешни игри, отборът завършва на забележителното осмо място. След края на сезона треньора напуска за да поеме гранда Валенсия. От 2009 г. за старши треньор е назначен бившият носител на златната обувка и легенда на мексиканския футбол Уго Санчес, който впоследствие е заменен от Хосе Луис Олтра.

## Състав за сезон 2010/11
- Вратари

- 1  Диего Алвеш
- 13  Естебан

- Защитници

- 2  Михаел Якобсен
- 3  Марсело Силва
- 4  Ернан Пелерано
- 14  Балтазар Риго
- 16  Мишел
- 18  Санти Асасиете (втори капитан)
- 21  Карлос Гарсия

- Полузащитници

- 7  Михел Анхел Нието
- 8  Албер Крусат
- 9  Диего Валери
- 10  Хосе Ортис
- 15  Корона
- 17  Хуанма Ортис
- 19  Модесте М'Бами
- 22  Фабиан Варгас
- 25  Ернан Бернардело
- 26  Михел Анхел Луке

- Нападатели

- 5  Калу Уче
- 11  Пабло Пиати
- 20  Леонардо Улоа
- 23  Хенок Гойтом

## Известни бивши футболисти
- Константин Галка
- Ференц Хорват
- Диего Алвеш
- Фелипе Мело
- Мигел Анхел Нието
- Хуанма Ортис
- Велко Паунович
- Любомир Воркапич
- Калу Уче

## Бивши треньори
- Улрих Щилике
- Унай Емери
- Пако Флорес